# جابه‌جایی بساوشی
جابجایی بساوشی به انگلیسی:allesthesia یا allachesthesia یا allochesthesia هم خوانده می‌شود به‌طور کلی حس کردن مکان یک محرک بساوشی در نقطه ای به جز جایی که محرک به کار برده شده‌است می‌باشد . جا به جایی بساوشی به‌طور خاص یعنی چنین احساسی آنگاه که از یک اندام به اندام دیگر انجام گیرد.